# 贌社
贌社（荷蘭語：ť Verpachten van Dorpen，或）係贌之一種，為台灣荷蘭統治時期1644年開始實行的村社承包制度，將轄下原住民村社的交易權公開招標，商人得標後即可獨佔村社的所有交易。「贌（pa̍k）」應為的台語音譯。得標的承包商以衣料、鹽、鐵鍋及各種雜物，和原住民交易鹿皮、鹿肉，再轉賣鹿製品以賺取利潤。此制度至台灣清治時期仍延續實施，不過取消了競標，改採社餉的方式對原住民徵稅，由承包商至村社交易所得的部分利潤，做為社餉繳納給官府。直到1737年乾隆帝進行稅制改革，此一制度才逐漸消失。

## 緣由
贌社起源之濫觴，在於荷蘭人為管制漢人、原住民之間的捕鹿交易。因為出口鹿皮、鹿肉獲利很高，荷蘭人便意圖獨佔市場，規定鹿製品只能出售給荷蘭人，又開放漢人前往原住民的獵場捕鹿。荷蘭人壟斷市場的措施，引起一些舊有勢力的不滿，這群人大多都是定居於原住民村落，從事鹿製品交易的漢人。這些漢人為了對抗新來漢人的競爭，以及荷蘭人的壟斷，便煽動原住民反抗。
事件平息之後，荷蘭人調整管理漢人的政策。若要進入原住民村落進行交易，必須購買交易許可證，也限制漢人定居於原住民村落的範圍。只是荷蘭人仍要於各地緝捕非法居留的漢人，反而增加行政成本，也沒帶來多大的獲利，讓荷蘭人決意另謀他法。

## 政策演變

### 荷蘭時期
1644年，荷蘭人改變原有交易許可證制度，將村落交易的承包權公開標售。贌社招標的地點大多都在大員街的公司庭園，採荷蘭式競標，亦即先從某一價格喊起，若沒人願意下標，則減價之後再喊價，標金與村社的鹿群數目息息相關，村社鹿群越多標金越高。贌社的承包期限為一年，得標者需立即支付標價的半數，尾款於到期前支付。得標者付完頭期款後，會獲得一面刻有標得村落名稱的銀牌，用以識別為獲准交易的商人。如果原住民查獲有商人未持有銀牌，將可由村落決定要自行監禁，還是押送給荷蘭人換取獎賞。得標者還需兩位擔保人，以免無法支付尾款，造成呆帳。最初漢人、荷蘭人都來競標，但1652年起，公司不許官員競標或擔保，爾後遂由漢人壟斷競標。
承包商為了壟斷交易，會盡全力把其它漢人趕出村社，這點讓荷蘭人輕易達成管制漢人的目標，每年的標金也可創造高額利潤。另一方面，因承包商壟斷交易，便可漫天要價出售商品，而原住民被迫以低價出售鹿製品，因此抱怨物價暴漲。為紓解原住民的不滿，荷蘭人於1648年起，每禮拜五在赤崁舉辦市集，讓大員周邊的原住民可以自行訂價交易，1650年再擴大適用範圍，讓原住民可以跟任何一位村落的承包商交易，而承包商只能待在標得的村落。後來也於1655年起停止增設贌社區，如淡水河流域、宜蘭平原、東台灣的村落都未實施贌社，其他本來已實施贌社的村落則照舊。

### 鄭清時期
1662年鄭成功擊敗荷蘭人後，根據雙方簽訂的條約，荷蘭人必須把贌社承包商的名冊，抄錄給鄭方，作為辦理贌社的依據。鄭氏王朝的贌社制大致上承至荷蘭人，不過招標日期延後至6月(農曆五月)，除了以農耕聞名鳳山八社從競標改按丁口輸米納稅，其餘各社仍採競標，標金則按季繳納。
到了清治時期，1685年季麒光上任諸羅縣令，奉命擬定新稅制。季麒光一律取消競標，各社標價變成固定金額，並改為對原住民村社徵稅，稱為社餉，由承包商至村社交易時，將部分利潤上繳官府做為社餉。社餉金額係從鄭氏末年各社的標價減價而來，除了最偏遠的竹塹社減價40%，其餘各社皆為減價30%，往後各社稅金的數目皆不改變。此時贌社的性質也起了變化，在荷蘭人係向標售承包權係作為收益，滿清官員改以徵收社餉，宣示領有原住民村社。只是承包商透過買賣賺取差額、原住民以物資換取生活用品，這種原有的交易意涵並未改變。然而各社大小、人口數與鹿產量不同，社餉定額制使得生活條件改變的原住民村社負擔益發沉重。1737年，乾隆帝認為原住民課稅負擔高於漢人（雖然平均值顯示漢人稅負仍較原住民高，但加上勞役，的確可能有部分村社的原住民負擔高於漢人），下令廢除社餉、改徵丁銀，稅額與漢人相同，一丁課徵2錢，贌社才宣告結束。

## 影響
未實施贌社之前，收購鹿製品的商人會彼此競爭，原住民便可把鹿製品賣給出價最高者。實施贌社後，獨占權讓商人可以漫天要價，原住民因而生活日趨困苦。贌金雖是對承包商課徵交易稅，稅額實際上是原住民與承包商共同負擔，從荷治時期到鄭氏時期，因為贌社採競標，即便鹿產減少標金也會跟著下降，課稅負擔與所得之比率，大約可維持一定。到了清治時期，大批漢人來台開墾，鹿群減少更嚴重，而社餉金額未跟著調整，造成原住民課稅負擔越來越沉重，加上承包商為獲取利潤而進行的剝削，讓原住民面臨「雞、犬、牛、豕、布縷、麻菽悉為社商所有」的慘況。
當時承包商主要負責出資，並不住在村社，大多委託通曉原住民語言的通事辦理贌社。通事不僅負責翻譯語言，也隨著掌管其他村社的事務，例如發給餉食、差役、租稅，後來便取代承包商的地位，甚至村社內的原住民土官也要任由通事差遣。《臺海使槎錄》就曾記載通事對原住民所做的惡行，例如侵占財物、奴役兒童、強娶婦女等。因此清治時期多次爆發原住民起事，大多與通事濫權有關，吞霄社事件即為一例。
雖然贌社係以社為單位進行招標，實際上招標單位並不限於單一自然村，其實有不少是數個村社，因具有地緣關係而形成的社群，例如崩山八社、南崁四社等，後來這些社群也成為泛地域的稱呼，進一步影響後世對原住民群體的認知。到了二十世紀，學者進行民族學研究時，便認為依贌社單位所劃分的社群，與當時的族群分類有許多符合之處，例如就有學者認為《臺海使槎錄》〈番俗六考〉提到的「諸羅番」九及十，與道卡斯族、凱達格蘭族完全相合；甚至有人認為「諸羅番」直接對等於今日所稱的平埔族。
然而依相近地緣而劃分的社群，是否能直接對應到今日的族群，仍是個疑問。例如清代所謂的南崁四社，即是有坑仔社、霄裏社、龜崙社附南崁社納餉的記錄，南崁四社遂成為歷史悠久的地域名詞。然而日本語言學者土田滋卻指出，南崁社的語言可歸類為凱達格蘭族；龜崙、坑仔、霄裏三社的語言，卻較接近賽夏語。因此南崁四社雖是徵稅單位的集體稱呼，但並不具有單一族群的意義。